# 国家药品监督管理局
国家药品监督管理局，简称国家药监局（英語：National Medical Products Administration），是中华人民共和国国务院负责药品监管的国家局，由国家市场监督管理总局管理。

## 沿革
2018年3月17日，第十三届全国人民代表大会第一次会议通过《第十三届全国人民代表大会第一次会议关于国务院机构改革方案的决定》，批准《国务院机构改革方案》。方案规定：“组建国家市场监督管理总局。将国家工商行政管理总局的职责，国家质量监督检验检疫总局的职责，国家食品药品监督管理总局的职责，国家发展和改革委员会的价格监督检查与反垄断执法职责，商务部的经营者集中反垄断执法以及国务院反垄断委员会办公室等职责整合，组建国家市场监督管理总局，作为国务院直属机构。同时，组建国家药品监督管理局，由国家市场监督管理总局管理。将国家质量监督检验检疫总局的出入境检验检疫管理职责和队伍划入海关总署。保留国务院食品安全委员会、国务院反垄断委员会，具体工作由国家市场监督管理总局承担。国家认证认可监督管理委员会、国家标准化管理委员会职责划入国家市场监督管理总局，对外保留牌子。不再保留国家工商行政管理总局、国家质量监督检验检疫总局、国家食品药品监督管理总局。”
2018年4月11日，国家药品监督管理局正式挂牌。2019年1月，国家药监局迁入西城区北露园1号原审计署办公楼。
2019年3月2日，国务院总理李克强签署第709号国务院令，公布《国务院关于修改部分行政法规的决定》，决定将《化妆品卫生监督条例》中的“卫生行政部门”修改为“化妆品监督管理部门”，规定“各级化妆品监督管理部门行使化妆品卫生监督职责。”

## 职责
根据《国家药品监督管理局职能配置、内设机构和人员编制规定》（厅字〔2018〕53号），国家药品监督管理局承担下列职责：
1. 负责药品（含中药、民族药，下同）、医疗器械和化妆品安全监督管理。拟订监督管理政策规划，组织起草法律法规草案，拟订部门规章，并监督实施。研究拟订鼓励药品、医疗器械和化妆品新技术新产品的管理与服务政策。
2. 负责药品、医疗器械和化妆品标准管理。组织制定、公布国家药典等药品、医疗器械标准，组织拟订化妆品标准，组织制定分类管理制度，并监督实施。参与制定国家基本药物目录，配合实施国家基本药物制度。
3. 负责药品、医疗器械和化妆品注册管理。制定注册管理制度，严格上市审评审批，完善审评审批服务便利化措施，并组织实施。
4. 负责药品、医疗器械和化妆品质量管理。制定研制质量管理规范并监督实施。制定生产质量管理规范并依职责监督实施。制定经营、使用质量管理规范并指导实施。
5. 负责药品、医疗器械和化妆品上市后风险管理。组织开展药品不良反应、医疗器械不良事件和化妆品不良反应的监测、评价和处置工作。依法承担药品、医疗器械和化妆品安全应急管理工作。
6. 负责执业药师资格准入管理。制定执业药师资格准入制度，指导监督执业药师注册工作。
7. 负责组织指导药品、医疗器械和化妆品监督检查。制定检查制度，依法查处药品、医疗器械和化妆品注册环节的违法行为，依职责组织指导查处生产环节的违法行为。
8. 负责药品、医疗器械和化妆品监督管理领域对外交流与合作，参与相关国际监管规则和标准的制定。
9. 负责指导省、自治区、直辖市药品监督管理部门工作。
10. 完成党中央、国务院交办的其他任务。

## 机构设置
根据《国家药品监督管理局职能配置、内设机构和人员编制规定》（厅字〔2018〕53号），国家药品监督管理局内设机构为副司局级，设置下列机构：

### 内设机构
- 综合和规划财务司
- 政策法规司
- 药品注册管理司（中药民族药监督管理司）
- 药品监督管理司
- 医疗器械注册管理司
- 医疗器械监督管理司
- 化妆品监督管理司
- 科技和国际合作司（港澳台办公室）
- 人事司
- 机关党委
- 离退休干部局

### 直属事业单位
- 中国食品药品检定研究院（国家药品监督管理局医疗器械标准管理中心、中国药品检验总所）
- 国家药典委员会
- 药品审评中心
- 食品药品审核查验中心（国家疫苗检查中心）
- 药品评价中心（国家药品不良反应监测中心）
- 医疗器械技术审评中心
- 行政事项受理服务和投诉举报中心
- 机关服务中心（国家药品监督管理局机关服务局）
- 信息中心（中国食品药品监管数据中心）
- 高级研修学院（国家药品监督管理局安全应急演练中心）
- 执业药师资格认证中心
- 新闻宣传中心
- 中国食品药品国际交流中心
- 南方医药经济研究所
- 一四六仓库
- 药品审评检查大湾区分中心
- 药品审评检查长三角分中心
- 医疗器械技术审评检查大湾区分中心
- 医疗器械技术审评检查长三角分中心

### 直属企业单位
- 中国健康传媒集团有限公司

### 主管社会团体
- 中国药学会

## 历任领导
| 局长 - 焦红（2018年3月－2023年9月） - 李利（2023年9月－，国家市场监督管理总局党组成员兼） 副局长 - 李利（2018年3月－2023年9月） - 徐景和（2018年6月－） - 陈时飞（2018年9月－2022年8月） - 颜江瑛（2018年9月－2022年9月） - 赵军宁（2021年10月－2025年1月） - 黄果（2022年8月－） - 雷平（2023年5月－） - 杨胜（2025年1月－） | 党组书记 - 李利（2018年3月－） 党组成员 - 徐景和（2018年5月－） - 陈时飞（2018年9月－2022年8月） - 颜江瑛（2018年9月－2022年9月） - 赵军宁（2021年10月－） - 黄果（2022年8月－） - 雷平（2023年5月—） - 杨胜（2025年1月－） |